# オオシロカラカサタケ
オオシロカラカサタケ（大白唐傘茸、学名: Chlorophyllum molybdites）は、ハラタケ科オオシロカラカサタケ属の中型から大型のキノコ（菌類）である。一見すると食用キノコのカラカサタケにも似ているが、ヒダがはじめ白色で、成熟すると緑色を帯びるのが特徴。子実体は強毒で、摂取すると嘔吐や下痢の激しい胃腸症状を引き起こす。北米では最も誤食が多い毒キノコとして知られる。

## 名称
和名「オオシロカラカサタケ」は、カラカサタケ（Macrolepiota procera）の仲間で、傘は白色で大きく、傘は中央が高くなって開く様子が唐傘のように見えることから名付けられている。
学名は以前は Macrolepiota molybdites とされてきたが、現在は Chlorophyllum molybdites の学名が与えられている。

## 分布と生息地
温帯・亜熱帯の湿潤気候を中心に広く分布し、日本では福島県以南に見られ、帰化キノコとされている。元々は熱帯から亜熱帯に分布する種とされる。地球温暖化の影響で分布域を広げているといわれ、かつて日本でも見つけることが難しいキノコであったが、近年ではふつうに見られるようになった。
腐生菌（腐生性）。晩春から秋（あるいは夏から秋）にかけ、公園や庭園、堤防、畑のわきなどの芝生や草地、落葉が溜まった所などの地上に散生あるいは群生する。山奥では見られず、人が生活しているような場所に生え、ときに人家の庭や、高速道路の中央分離帯にも生じることがある。

## 形態
子実体は傘と柄からなるカラカサタケ型。傘の大きさは成菌で直径7–30センチメートル。幼菌は初め球形から鐘形（半球形）、成菌になるにつれて中央を高くして平らに開く。傘表面は色が白色からベージュ、幼菌時は帯褐色（薄茶色）の表皮に被われるが、中央部以外は成菌になるにつれて傘の外側から不規則に裂け、白い地肌の上に鱗片となって多少残る。ヒダはやや密で柄に隔生し、幼菌は白色だが、成菌になると緑色を帯びて、最後は汚緑色（オリーブ色）になるのが特徴である。傷がつくと褐色になる。胞子紋は緑色。
柄は長さ10–25 cm、色は汚れた白色から灰褐色の繊維状で、中空、上部に可動性でリング状のツバを有し、基部は砂や泥が付着していて肥大している。オオシロカラカサタケの柄はカラカサタケに見られる褐色のささくれ模様がない。肉は白色で、はじめは密であるが成熟すると汚れた白色の綿塊状になり、土臭い匂いで、傷を付けると不変色または多少赤変する。
胞子は大きさ8 - 13 × 6.5 - 8マイクロメートル (μm) の広楕円形。胞子紋は緑色である。

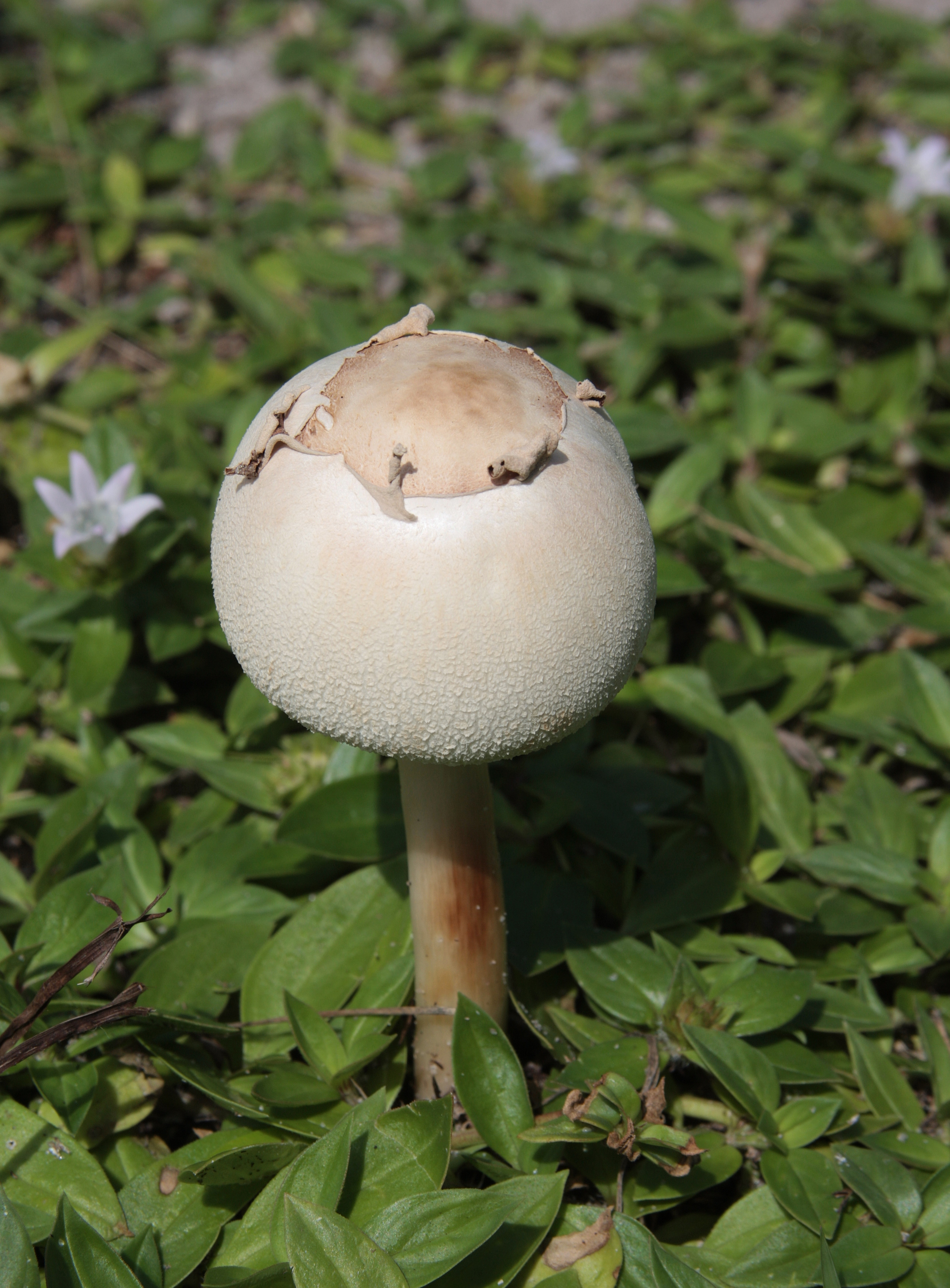
幼菌
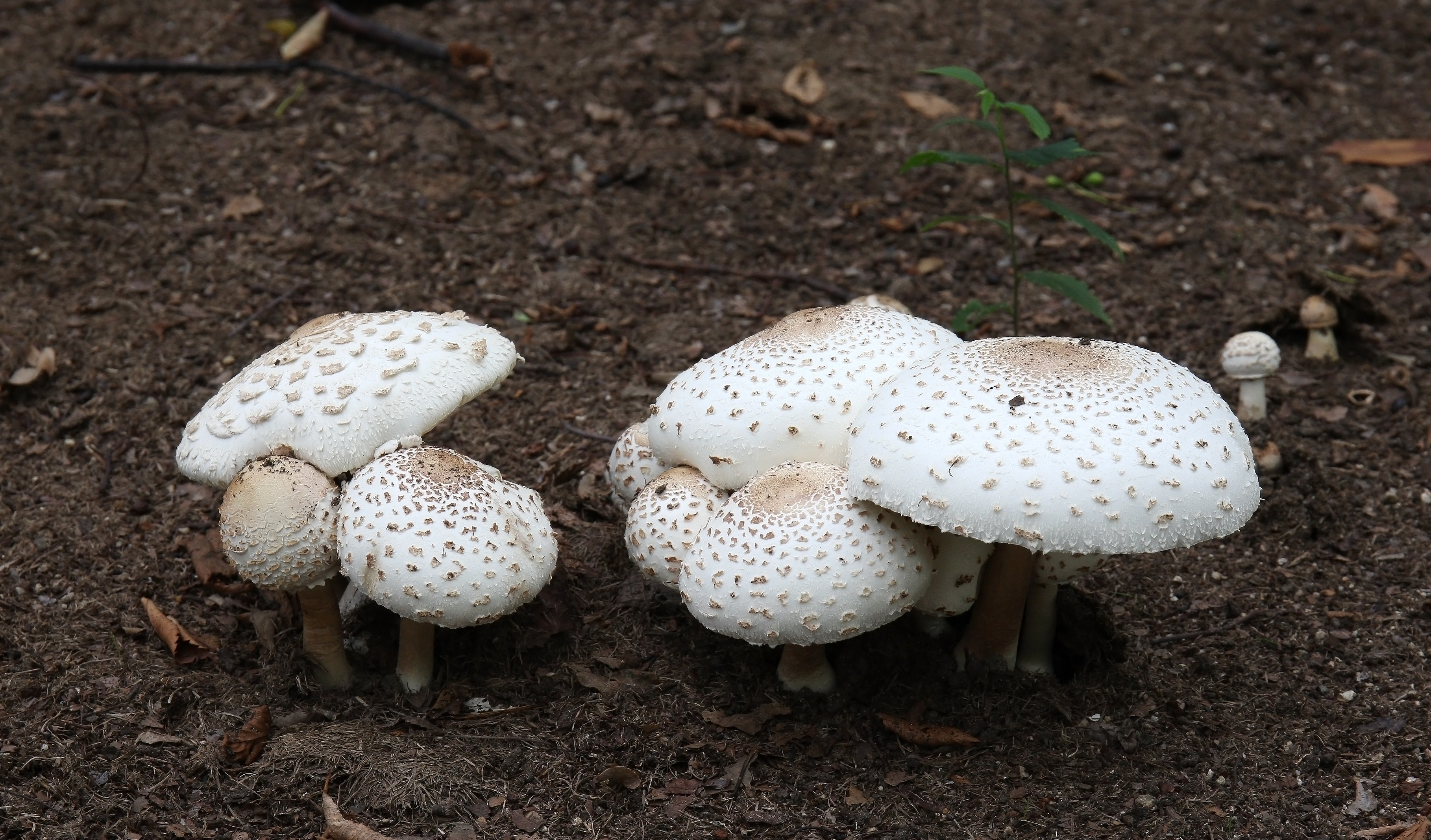
成菌
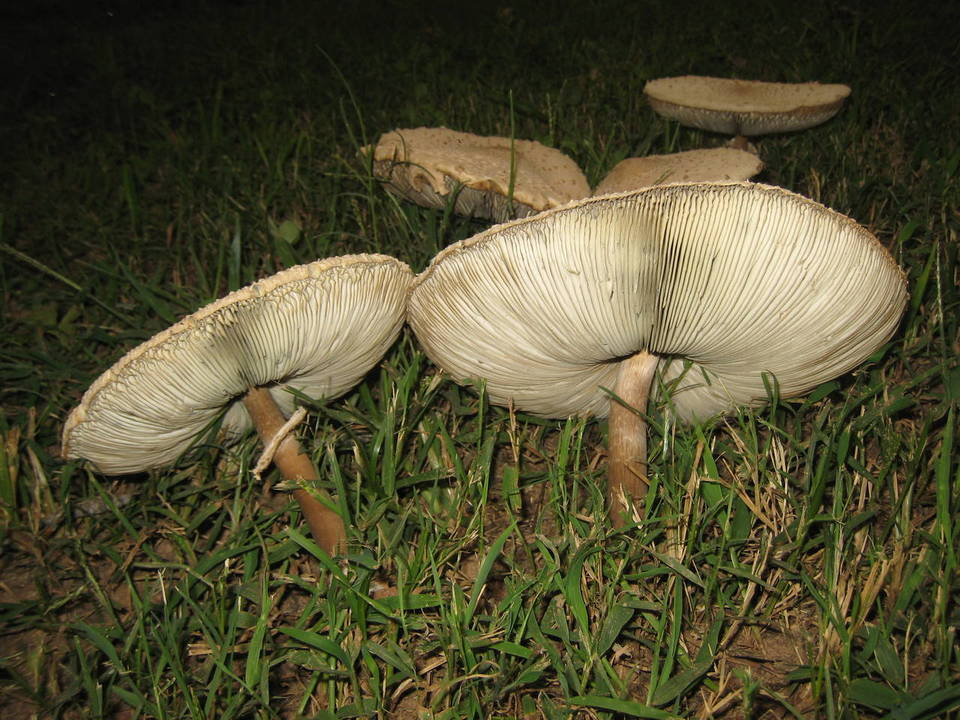
成菌　ヒダがやや青緑がかってる
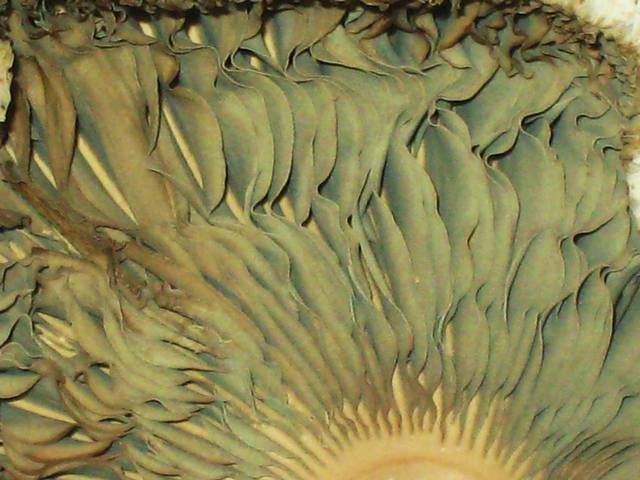
老菌のヒダ　暗緑色に変色している

## 毒性
本種は強毒キノコで、近縁のカラカサタケ (Macrolepiota procera) や、カラカサタケモドキ (Chlorophyllum rhacodes) と誤食し、病院へ搬送されたケースが報告されている。
毒成分は、マウス致死性毒のモリブドフィリシン、細胞毒のステロイド類であり、その他化合物としてアルカロイドの一種であるレピオチンA・Bが含まれる。
中毒症状は主に激しい消化器系の症状であり、嘔吐、下痢、腹痛、血圧低下、悪寒、発熱、ときに血便になるなど、多くの場合重度で、摂取後 30分から3時間で発生。胃腸系の中毒としては重篤になる可能性があるが、死に至った報告例はない。

## 似ているキノコ

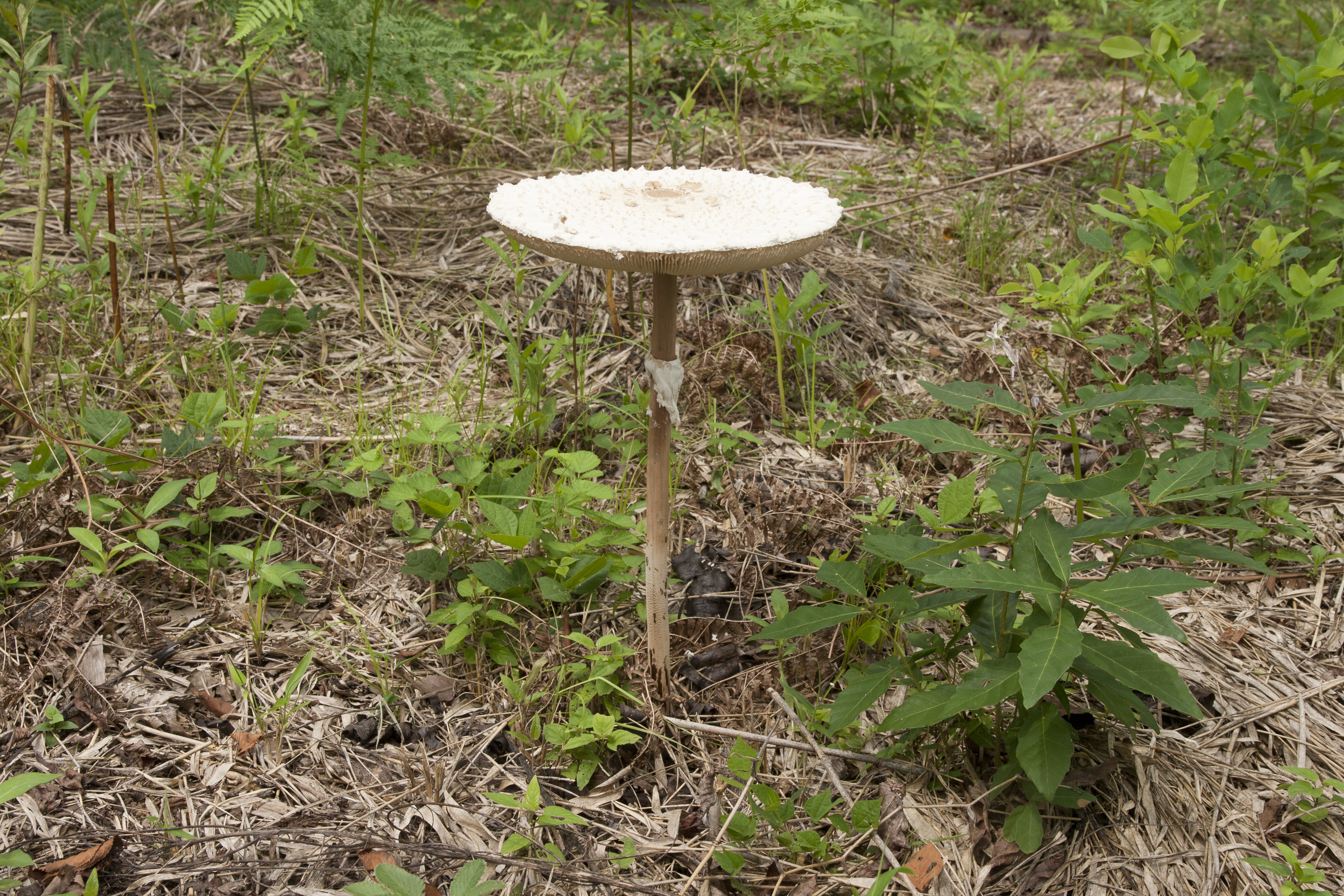
参考：マントカラカサタケ

同じハラタケ科のマントカラカサタケ（Macrolepiota detersa）は、オオシロカラカサタケよりも背が高く、傘裏のヒダが白色で、柄の上部にマント状の大きなツバが垂れ下がるのが特徴である。カラカサタケ（Macrolepiota procera）は、傘の表面が薄茶色で濃い灰褐色の鱗片が散在し、傘裏のヒダが白色である。また形は似ているが少し小型のドクカラカサタケ（Chlorophyllum neomastoideum）は、傘径が8 - 10 cm、秋に発生して竹藪近くに生える傾向がある。